# Gerrit van Tilburg
Gerardus Wilhelmus (Gerrit) van Tilburg (Eindhoven, 25 augustus 1941) is een Nederlands voormalig voetballer.

## Loopbaan
Van Tilburg gold eind jaren vijftig als het grootste talent van Eindhoven en debuteerde in het seizoen 1960/1961 bij PSV, toen hij in de uitwedstrijd tegen Ajax inviel voor Coen Dillen.
Hij speelde vier jaar voor PSV en in 1964 vertrok hij naar GVAV. Ook daar bleef Van Tilburg vier jaar om vervolgens via twee jaar Go Ahead terug te keren bij PSV. Na twee seizoenen vertrok hij naar FC VVV waar hij zijn carrière afsloot in 1975.

### Profstatistieken
| Seizoen | Club     | Land      | Competitie     | Wed. | Goals |
| ------- | -------- | --------- | -------------- | ---- | ----- |
| 1960/61 | PSV      | Nederland | Eredivisie     | 2    | 0     |
| 1961/62 | PSV      | Nederland | Eredivisie     | 18   | 9     |
| 1962/63 | PSV      | Nederland | Eredivisie     | 6    | 3     |
| 1963/64 | PSV      | Nederland | Eredivisie     | 2    | 1     |
| 1964/65 | GVAV     | Nederland | Eredivisie     | 29   | 9     |
| 1965/66 | GVAV     | Nederland | Eredivisie     | 30   | 11    |
| 1966/67 | GVAV     | Nederland | Eredivisie     | 31   | 10    |
| 1967/68 | GVAV     | Nederland | Eredivisie     | 26   | 5     |
| 1968/69 | Go Ahead | Nederland | Eredivisie     | 33   | 12    |
| 1969/70 | Go Ahead | Nederland | Eredivisie     | 33   | 4     |
| 1970/71 | PSV      | Nederland | Eredivisie     | 14   | 2     |
| 1971/72 | PSV      | Nederland | Eredivisie     | 11   | 1     |
| 1972/73 | FC VVV   | Nederland | Eerste divisie | 36   | 4     |
| 1973/74 | FC VVV   | Nederland | Eerste divisie | 34   | 4     |
| 1974/75 | FC VVV   | Nederland | Eerste divisie | 1    | 0     |
| Totaal  | Totaal   | Totaal    | Totaal         | 306  | 74    |

Tussen 1984 en 2009 werkte Van Tilburg als scout bij PSV, waar hij verantwoordelijk was voor het binnenhalen van vele talenten.

## Lijst van spelers gescout door Van Tilburg
- Ibrahim Afellay
- Ismaïl Aissati
- Roy Beerens
- Wilfred Bouma
- Ernest Faber
- Mitchell van der Gaag
- Peter Hoekstra
- Klaas-Jan Huntelaar
- Lloyd Kammeron
- Dirk Marcellis
- Alfred Schreuder